# Laephotis botswanae
Laephotis botswanae is een zoogdier uit de familie van de gladneuzen (Vespertilionidae). De wetenschappelijke naam van de soort werd voor het eerst geldig gepubliceerd door Setzer in 1971.